# La comtessa descalça
 La comtessa descalça  (títol original en anglès: The Barefoot Contessa) és una pel·lícula dels Estats Units dirigida per Joseph L. Mankiewicz, estrenada el 1954. Ha estat doblada al català.

## Argument
,En l'enterrament de Maria Vargas, Harry Dawes, escenògraf a Hollywood, rememora tota la vida de la difunta a partir del dia en què la va conèixer. Per una sèrie de flashbacks, assistim així al «descobriment» de Maria llavors ballarina en un night-club de Madrid pel productor Kirk Edwards i el seu equip. En principi reticent a la idea de fer cinema, Maria es deixa finalment convèncer per Harry.
Nous flashbacks: Maria és ara una estrella de Hollywood que ha agafat el nom de «d'Amata». Encensada pel públic, la jove no és, tanmateix, feliç i no se sent gaire en el seu lloc. Torna a Madrid per defensar el pare acusat d'haver matat la mare. Un cop guanyadora, retorna a Hollywood. Més tard, afalagada per un multimilionari sud-americà, Alberto Bravano, Maria deixa Kirk Edwards i se'n va en un creuer. L'ex-agent de premsa de Kirk, Oscar Muldoon, els acompanya. Oscar pren llavors la paraula al cementiri per narrar el viatge. Una baralla oposa Bravano a Maria en un casino i la jove el deixa en companyia del seu defensor el comte Torlato-Favrini.
El comte s'encarrega ara del relat i descriu l'idil·li que el lliga aviat a Maria, malgrat la desaprovació de la seva germana gran, conscient que no és un home com els altres. El matrimoni té lloc i el somni de Maria sembla realitzar-se, quan s'assabenta de la terrible veritat: ferit durant la guerra, el seu marit és impotent.
Harry explica el final de la història: uns mesos després de la lluna de mel, Maria torna a confiar en ell. Li comunica que està embarassada d'un criat, cosa que reconeix davant el seu marit aquell mateix vespre. Però quan Harry, inquiet, arriba a casa, el comte ha matat Maria i el seu amant.
Al final de la cerimònia, Harry entra a casa seva. Tindrà «una bona jornada de treball» l'endemà.

## Repartiment
- Ava Gardner: Maria Vargas
- Humphrey Bogart: Harry Dawes
- Edmond O'Brien: Oscar Muldoon
- Valentina Cortese: Eleanora Torlato-Favrini
- Marius Goring: Alberto Bravano
- Rossano Brazzi: El comte Vincenzo Torlato-Favrini
- Elizabeth Sellars: Jerry Dawes
- Warren Stevens: Kirk Edwards
- Franco Interlenghi: Pedro
- Mari Aldon: Mirna
- John Parrish: Max Black
- Bessie Love: Mrs. Eubanks
- Diana Decker: Drunken
- Bill Fraser: J. Montague Brown

## Al voltant de la pel·lícula

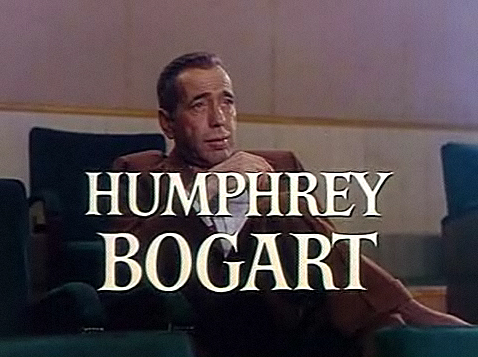
Humphrey Bogart

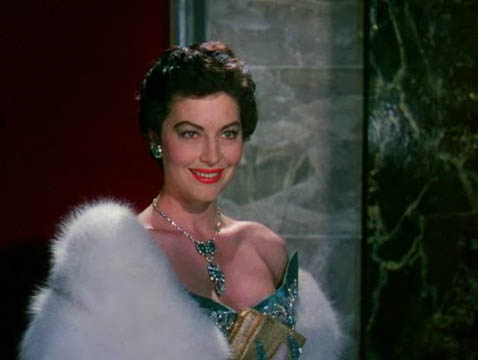
Ava Gardner

### Preproducció
El 1954, Mankiewicz s'allibera de la tutela dels grans estudis i funda la seva pròpia productora «Figaro Inc.», La comtessa descalça serà la primera producció de Mankiewicz.
El paper de Maria Vargas va ser proposat a Rita Hayworth, ho va refusar, no volent rodar la seva pròpia biografia. La comtessa descalça no podia ser més que un gran paper femení, i diverses actrius s'hi van interessar de seguida: en principi Jennifer Jones, però també Elizabeth Taylor i Yvonne De Carlo (que van adduir després haver refusat el paper); es va parlar també de Joan Collins, Bella Darvi, Rossana Podestà i Paulette Goddard. Jennifer Jones enamorada del paper, estava totalment d'acord amb el seu marit, el productor David O. Selznick, però aquest, després d'haver llegit el llibret, es va oposar que interpretés el paper de Maria, sens dubte a causa de les semblances entre el personatge de Kirk Edwards i ell mateix. Jennifer Jones va intentar passar de l'opinió del seu espòs i va anar a veure Mankiewicz, inútilment. Linda Darnell que sortia llavors amb Mankiewicz, va posar fi a la seva relació quan es va negar a fer-li fer una prova pel paper de Maria. Mankiewicz volia Ava Gardner: va ser ella qui se'l va endur.
Des que aquesta obra va estar en projecte, diversos rumors van perseguir els medis cinematogràfics, lloant l'audàcia del tema i preveient que la pel·lícula provocaria un escàndol. Es deia que el nou guió de Mankiewicz estava basat en elements autobiogràfics de la vida de Rita Hayworth: els orígens espanyols, els començaments en el ball i els canvis d'«imatge», així com les similituds de personatges entre Kirk Edwards i Harry Cohn, el director de la Columbia de la qual Rita Hayworth era l'estrella, entre Alberto Bravano i Eddy Judson el primer marit de l'actriu, entre el comte Torlato-Favrini i el Príncep Ali Khan el segon marit de Rita, entre Oscar Muldoon i Johnny Meyer, el col·laborador privilegiat de Howard Hughes… Mankiewicz, tanmateix, va haver de declarar que cap dels personatges no era real.

### Rodatge
El rodatge es va desenvolupar a Cinecittà, Portofino, Roma, Sanremo, Tívoli.

### Elements de la pel·lícula
«La vida es comporta de vegades com si hagués vist massa males pel·lícules. De les que acaben massa a propòsit, massa clarament... quan es conforma tot massa bé. Tal era el començament, tal serà el final: el tancament idèntic a l'obertura... Quan l'he obert a fons, la comtessa no era comtessa. Ni tan sols era una estrella anomenada Maria d'Amata. Sí, quan l'he obert a fons, es deia Maria Vargas, i ballava en un night-club de Madrid. » Amb aquestes frases enunciades per la veu ronca de Humphrey Bogart s'obre la pel·lícula considerada com una de les obres mestres de Joseph L. Mankiewicz, La comtessa descalça, on és alhora l'escenògraf, el guionista i el productor.

## Critica
- «No s'oblidarà aviat (...) el cant apassionat de La comtessa descalça, enlluernadora pel·lícula esfinx en mil facetes, combat desesperat d'una heroïna d'inútil esplendor contra un món sòrdid...» Jean-Pierre Coursodon i Bertrand Tavernier[7]

## Premis i nominacions

### Premis
- 1955: Oscar al millor actor secundari per a Edmond O'Brien[8]

### Nominacions
- 1955: Oscar al millor guió original per a Joseph Leo Mankiewicz[8]
- 1955: Globus d'Or al millor actor secundari per a Edmond O'Brien